# Super Stream Me
Super Stream Me was een Nederlandse documentaireserie uit 2015 van Tim den Besten en Nicolaas Veul die werd uitgezonden door de VPRO. De naam van het project is een verwijzing naar de documentaire Super Size Me. 
Hieraan gekoppeld was een experiment waarin de documentairemakers hun leven achttien dagen lang non-stop zouden filmen en streamen. 
Na vijftien dagen werd het experiment vroegtijdig afgebroken.
In november 2015 werden de resultaten van het experiment op NPO 3 uitgezonden in de vorm van een vierdelige documentairereeks. De documentaire werd tijdens IDFA vertoond met nabespreking met de makers in De Brakke Grond als onderdeel van DocLab: Seamless Reality. Veul schreef een artikel voor Het Parool over zijn ervaringen tijdens het experiment.
Bij De TV-Beelden 2016 won het experiment een prijs in de categorie beste made for web. Tijdens de uitreiking van de SpinAwards won Super Stream Me een zilveren ring in de categorie NextTV & Film.